# Tines d'en Ricardo
Les Tines d'en Ricardo són unes tines del municipi del Pont de Vilomara i Rocafort (Bages) protegides com a béns culturals d'interès local. Estan situades just al llit del riu Flequer.

## Descripció
És un conjunt format per sis tines de planta circular i dues barraques. La part inferior de les tines és feta amb pedra i morter de calç i amb l'interior recobert de rajoles de ceràmica envernissada lleugerament corbades. A la part superior els murs són fets amb pedra sense material d'unió i s'hi localitzen les entrades. Sobre els murs s'estén el voladís, construït amb pedres més planes. La coberta és feta amb el mètode d'aproximació de filades, i a sobre s'hi estén una capa de sorra i pedruscall. Observant el conjunt de cara a les portes d'entrada a les tines, descriurem les edificacions d'esquerra a dreta.
El primer grup és format per dues tines que tenen la peculiaritat de tenir l'entrada al dipòsit i la sortida dels brocs a la mateixa vertical. Situat a 150 metres trobem un segon grup format per dues tines més. Els brocs, a diferència del grup anterior miren al torrent. Les dues darreres tines estan aïllades. La cinquena té la cúpula derruïda i el broc s'ha perdut.
Pel que fa a les edificacions auxiliars, hi ha dues barraques de planta rectangular. La primera està associada a les dues primeres tines. La segona barraca és independent a les alters construccions.